# 三聲夜鷹
三聲夜鷹（學名：Antrostomus vociferus），是一種分布於北美的夜鷹。棲息於開闊的林地。波多黎各夜鷹亦稱為波多黎各三聲夜鷹。